# J-Misá
J-Misá es una Boy Band ecuatoriana de Reguetón y Pop Latino

## Carrera musical

### Formación
La Boy Band se formó cuándo el ingeniero Jorge Gutierréz (conocido como JG) había decidido la búsqueda de talentos para formar una Boy Band con sentido de internacionalización, es entonces cuándo conoce a Shammyr quien participaba de un concurso de talentos denominado "Mi barrio canta" dónde llegó a las instancias finales junto con Adonis, posteriormente conocen a Italo quien promocionaba su primer sencillo como solista es entonces cuando deciden unirse, tras llevar cuatro meses de formación conocieron a Marcos llegándose de esta manera a conformarse. Su nombre artístico J-Misa, es una abreviatura de la primera inicial de su Mánager (Jorge Gutiérrez) y de las primeras iniciales de los nombres de sus integrantes.

### 2017 - 2019: Inicios musicales y primeros Sencillos
Iniciarón su carrera musical en el 2017 cuándo estrenaron su primer sencillo "La luna llena" que fue producido por Alejandro Landetta y escrito por el cantautor chileno Rigeo, el sencillo también cuenta con un remix con la cantautora estadounidense - dominicana "Amara La Negra" que ingreso en el Hot ranking de la cadena televisiva HTV y que llegó a escucharse en países como Guatemala, Colombia y Perú. Posteriormente en ese mismo año estrenaron su segundo sencillo titulado "Que se muera el amor" junto con el cantante puertorriqueño Xian El Nene.
“POR FAVOR ”2018 
En el 2018 los jóvenes ecuatorianos deciden grabar una bachata, escrita por el dúo “24 horas”, oriundos de República Dominicana pero radicados en la ciudad de New York, el tema se titula “Por favor” el cual cuenta con un video musical grabado en la ciudad de Loja en Ecuador.
“UNA OPORTUNIDAD” 2018
“Una Oportunidad” fue una colaboración con el dúo colombiano “SAGA & SONYC”, este tema compuesto por los chicos de J-Misá, se lanzó en las radios de todo el Ecuador, el lunes 24 de septiembre, además el lanzamiento de su video en redes y plataformas se realizó el lunes 1 de octubre del mismo año, 
El Video se rodó Medellín-Colombia bajo la producción y dirección de la empresa T4.
Este video ya cuenta con más de 190. 000 reproducciones en el canal de YouTube de J-Misa, además estuvo en el programa fórmula de HTV y posteriormente en el Hot Ranking llegando hasta el puesto #11. 

“SOY YO” 2019 
Soy Yo que es un featuring junto al cantante dominicano radicado en Miami “2NYCE”, el cual cuenta con un video musical que se grabó en la ciudad de Guayaquil en Ecuador, el mismo lo pueden encontrar en el canal de YouTube de la banda, teniendo gran aceptación a nivel nacional e internacional en importantes cadenas como HTV ganando el programa Fórmula HTV y por ende entrar al Hot Ranking del mismo Canal. 
“GOTAS DE AMOR” 2019 
Temas lanzados en el género balada pop, donde mostraron una vez más su calidad vocal, “Gotas de Amor” es una composición del productor y percusionista Chileno Mario Yáñez actualmente baterista y director musical de la banda de Américo, este corte promocional fue primero en su género que se lanzó en las estaciones radiales de Ecuador y en las plataformas oficiales del grupo.
“COMO UN NIÑO” 2019 
Este tema fue compuesto por el cantante manabita Fernando Cargua, en el cual una vez más se muestra la cabalidad vocal de los integrantes, COMO UN NIÑO es una balada pop rock, que sin duda alguna enamorara a las seguidoras del grupo en Ecuador y Latinoamérica, el video de este tema se grabó en las ciudades de Buenos Aires Argentina y Portoviejo Ecuador siendo el primer videoclip desde el inicio de la banda que mostrara una historia con actores, desde ya pueden escuchar el tema en las principales plataformas digitales y redes oficiales del grupo.

“YO CONFIO EN TI”2020 
Esta canción es un cover adaptado y terminado en letra por Jorge Gutiérrez Fernández (JG), mánager del grupo J-Misá.
Es una canción que nos invita a confiar en todos los pacientes, familiares y en todos los guerreros que luchan en primera línea día contra esta pandemia que ataca al mundo.
El tema es interpretado por los integrantes actuales de J-Misá, El cantante Azuayo Jeandre, El Quiteño Daniel Páez, el Guayaquileño Danilo Parra y el Manabita JG, musicalmente fue producido por Alejandro Landetta en los estudios SkyLand Récords en Ecuador.
“MIX ROMANTICO II” 2020 
La agrupación Ecuatoriana J-Misá integrada por Marcos, Adonys, Jhonny y Maverick lanzan al mercado un nuevo corte promocional, el cual es un MIX ROMÁNTICO con canciones que fueron exitosas en toda Latinoamérica, el track tiene 9 minutos de duración, en el mismo se  hace un recorrido por verdaderos himnos de la música en español, para este proyecto se tomaron las siguientes canciones: “El Ayer” del Grupo Menudo, “Culpable o no” de Luis Miguel, “Déjame Intentar” de Carlos Mata, “Te amare” de Miguel Bose y “Es tu amor” de Hany Kauam, estas  canciones fueron seleccionadas para que los seguidores de la banda puedan pasar de la mejor manera en esta cuarentena, además este mix romántico cuenta con un video musical que esta subido en el canal oficial de YouTube J-Misa Músic, en este proyecto también  se muestra la calidad vocal de todos los integrantes.

“GANAS BIEN LOCAS REMIX”
Este es un tema junto al dúo chileno ÁLVARO & RICH, siendo el mismo una composición de los hermanos Álvaro Vivar Maturana y Richard Vivar Maturana (ALAVARO & RICH) y también la colaboración de Jairo Urbina Herrera, Hermanos gemelos oriundos del pueblo de Caimanes, cuarta región de Chile. Se han desarrollado en el arte de la música desde los 13 años de edad hasta la actualidad, 
Este remix cuenta con un video musical realizado en cuarentena, en el cual el grupo y el dúo se divierten desde el estudio de grabación, J-Misa desde Ecuador y Álvaro & Rich desde Chile, mostrando baile, división y buena química.
Este tema contó con la producción musical de Mario Yánez conocido músico chileno y también representante de MY PRODUCCIONES empresa de Managment y Producción Artística. 

“MENUDO MIX” 
Es un tributo al legendario grupo MENUDO, este proyecto recopila cuatro de los temas más exitosos de la agrupación, los cuales son: “Mi Banda Toca el Rock” “Fuego” “Claridad” y “Súbete a mi Moto” y lo pueden encontrar en el canal de YouTube de la banda como J-Misa Music y además en todas las plataformas digitales. 
“PA MI” 
Fue un tema escrito por el cantante y compositor JEANDRE, y fue producido en la ciudad de Miami por DJ Criss, el mismo que marco el regreso al género urbano de la agrupación en el 2021, contó con un video grabado en cuarentena, los chicos realizaron un montaje donde bailan y canta, además adecuaron su sala de estudio y empezaron a cambiar el ambiente, esto sirvió para dejarlo plasmado es esta nueva propuesta.

## Integrantes

### Actuales
- Ellian Shair Rivera
- Marcos Alarcón
- Jhonny Ponce
- Adonis Zambrano

### Anteriores
- Shammyr Muñóz
- Italo Zambrano
- Maverick Zambrano

## Premios
| Año  | Premio               | Categoría                | Nominación | Resultado |
| ---- | -------------------- | ------------------------ | ---------- | --------- |
| 2018 | Premios Videocontrol | Artista Manabita del año | J-Misa     | Ganador   |
| 2018 | Premios Videocontrol | Grupo del Año            | J-Misa     | Ganador   |
| 2018 | Premios Discos Rojos | Mejor Grupo del año      | J-Misa     | Ganador   |

## Discografía

### Sencillos
- La luna llena
- La luna llena (Remix) con Amarara La Negra
- Que se muera el amor J-Misá ft. Xian El Nene
- Por Favor (cover del grupo dominico-estadounidense 24 horas)
- Una Oportunidad J-Misá ft. SAGA & SONIC
- Mix Romántico I
- Soy Yo J-Misá ft. 2NYCE
- Gotas de Amor
- Ganas Bien Locas
- Como Un Niño
- Yo Confió en ti
- Mix Romántico II
- Ganas Bien locas Remix
- Menudo Mix
- Pa Mi
- Somos Tu y Yo
- Mix Mujeres
- No Crezcas Mas
- Caminemos Lento